# Rhopalizus schweinfurthi
Rhopalizus schweinfurthi là một loài bọ cánh cứng trong họ Cerambycidae.